# Steganacarus antennatus
Steganacarus antennatus är en kvalsterart som beskrevs av Sandór Mahunka och Luise Mahunka-Papp 2003. Steganacarus antennatus ingår i släktet Steganacarus och familjen Phthiracaridae. Inga underarter finns listade i Catalogue of Life.